# Kritisk micellekoncentration
Den kritiske aggregeringskoncentration (CAC) eller traditionelt den kritiske micellekoncentration (CMC) er den koncentration, hvor surfaktanter i en opløsning begynder at danne aggregater i form af fx miceller. Surfaktanter er molekyler, der kan sætte sig på opløsningens overflade og derved nedsætte overfladespændingen. Aggregater er i denne sammenhæng strukturer, der består af flere surfaktanter.
I begyndelsen vil en opløsnings overfladespænding falde i takt med, at koncentrationen af surfaktanter øges. Når koncentrationen er lig med CMC, vil overfladespændingen derimod opnå en konstant værdi eller i hvert fald fald ændres betydeligt langsommere, da tilførte surfaktanter i stedet danner miceller. Eksperimentelt kan CMC altså bestemmes ved at måle overfladespændingen som funktion af koncentrationen. CMC afhænger af temperatur, tryk og tilstedeværelsen af andre overfladeaktive elementer samt elektrolytter. Miceller dannes kun over den kritiske micelletemperatur.
Fx er CMC for surfaktanten SDS i rent vand ved 25 °C og atmosfærisk tryk målt til {\displaystyle 8\cdot 10^{-3}} mol/L.